# Акшардхам (Делі)
Акшардхам (деванагарі दिल्ली अक्षरधाम, ґуджараті દિલ્હી અક્ષરધામ) — індуїстський храмовий комплекс в Делі, Індія. Комплекс являє собою різноманітні стилі індійської архітектури, традицій та мистецтва. Керував проектуванням і будівництвом Шастрі Нараянсварупдас (також відомий як Прамукх Свамі Махарадж), духовний лідер руху Бочасанвасі Шрі Акшар Пурушоттам Свамінараян Санстха, 3 тис. добровольців якого допомагали 7 тис. робочим та митців у будівництві комплексу.
Храмовий комплекс був офіційно відкритий 6 листопада 2005 року. Зараз його відвідує більшість гостей Делі. Він розташований неподалік від берега Ямуни (між ними розташований парк), поруч із селищем Ігор Співдружності 2010 року. Храми в центрі комплексу збудовані в стилях Васту-Шастра і Панчаратра-Шастра. Багато будівель витесані цілком з каменю. Крім храмів тут містяться виставки з історії Індії, життя Свамінараяна, кінотеатр IMAX, музичний фонтан та великий парк.